# حميد بن مسلم الأزدي
حُمَيد بن مسلم الأزدي، من رواة يوم عاشوراء حيث روى أخبار عديدة من أحداث واقعة كربلاء. 
شهد حميد بن مسلم يوم عاشوراء، وكان في معسكر عمر بن سعد ومن مواقفه دفاعه عن الإمام السجاد ومنع الشمر عن قتله، كما احتج على الشمر عندما أراد حرق الخيم، ولامه على ذلك، وبعد المعركة أرسله عمر بن سعد مع خولى أن يأخذا رأس الحسين بن علي إلى ابن زياد.
وقد شارك حميد مع التوابين في ثورتهم بعد وقعة الطف، وبعد أن انهزم التوابون حاول أن يقترب من المختار الثقفي، ولكن امتنع عن هذا الأمر؛ لأنّه رأى المختار بأنه جاد في عزمه على قتل قتلة الحسين بن علي  ، فقام أصحاب المختار بمطاردته، ولكن لم يقبضوا عليه.

## واقعة الطف
شهد حميد بن مسلم معركة كربلاء، وكان في معسكر عمر بن سعد، وعندما أراد الشمر أن يحرق خيم الحسين بن علي   ، احتج عليه ولامه على فعله قائلاً: إنّ في قتلك الرّجال لما تُرضي به أميرك وبعد أن  استشهد الحسين بن علي   دافع عن الإمام السجاد   حتى لا يقتل.
وقد أرسل عمر بن سعد رأس الحسين بن علي   مع خولي بن يزِيد وحميد بن مسلم الأَزْدِيّ إِلَى ابن زياد،  وكانت تربطه صداقة بعمر بن سعد  وإبراهيم بن مالك الأشتر،  وبعد أن انتهت معركة يوم عاشوراء دعاه ابن سعد، ليبلغ خبر انتصارهم في المعركة وخبر عافيته وسلامته، وقد عدّه الشيخ الطوسي من جملة أصحاب الإمام السجاد  .

## روايته لوقعة الطف
روى حميد بن مسلم أخبار كثيرة عن وقعة الطف، كما وأنّ أبا مخنف روى تلك الروايات عنه وبواسطة أشخاص كسليمان بن أبي راشد وصقعب بن الزبير، فالروايات التي رواها سليمان تبدأ بالأخبار التي تتحدث عن حركة الشمر بن ذي الجوشن باتجاه كربلاء حتى مقتل عبد الله بن عفيف الغامدي، وقد نقل الطبري أحداث كربلاء نقلاً عن أبي مخنف وبرواية حميد بن مسلم، وهذا فضلاً عن الروايات الواردة عنه - أي: حميد بن مسلم - حول ثورة التوابين وقيام مختار.

## الأخبار المروية
حميد بن مسلم روى أخبار متعددة عن وقعة الطف، منها:
- خبر وصول كتاب من ابن زياد إلى عمر بن سعد على منع الحسين بن علي   وأصحابه من الماء. [12]
- خبر جلب العباس بن علي   للماء في الليلة السابعة من المحرم.[13]
- دعاء الحسين بن علي   على عبد الله بن أبي حصين الأزدي.[13]
- كيفية بدء المعركة في عاشوراء، وكان ذلك برمية من عمر بن سعد.[14]
- كلمات الحسين بن علي   في مصرع ابنه علي الأكبر  . [15]
- رواية مقتل القاسم بن الحسن   وكلام الإمام عنده. [16]
- أحوال الحسين بن علي   بعد مقتل أصحابه حتى استشهاده. [17]
- نزاع معسكر عمر بن سعد حول قتل الإمام السجاد   أو أسره، [18] وقصد الشمر على قتل الإمام علي بن الحسين  . [19]
- خبر إرسال رأس الحسين بن علي   لابن زياد بواسطته وواسطة خولي. [20]
- إبلاغ خبر عافية عمر بن سعد لأهله. [21]
- ضرب ابن زياد على ثغر الحسين بن علي   واحتجاج زيد بن أرقم على هذا العمل. [21]
- دخول زينب   في مجلس ابن زياد، والكلام الذي جرى بينها وبينه. [22]
- خبر ما حدث للإمام السجاد   في مجلس ابن زياد في الكوفة ودفاع السيدة زينب   عن التعرض للإمام  . [23]
- خطبة عبيد الله في مسجد الكوفة، واعتراض عبد الله بن عفيف الأزدي، ومن ثم مقتله بسبب بهذا الموقف. [24]

## موقفه من التوابين
التحق حميد بن مسلم بعد وقعة الطف بجماعة التوابين، وشارك مع سليمان بن صرد الخزاعي في معركة عين الوردة، كما وأنّه كان من رواة هذه الثورة.

## موقفه من المختار
حينما كان المختار سجين لدى ابن زياد التقى حميد بن مسلم به في السجن، ونقل عنه بعض أخباره،  وبما أنه كان بينه وبين إبراهيم بن مالك الأشتر صداقة، دلّه على المختار، الأمر الذي حدث قبل ثورة المختار. 
ولمّا قام المختار تمت مطاردة حميد بن مسلم من قبل سائب بن مالك الأشعري الذي كان آنذاك من أنصار المختار، فهرب حميد بن مسلم إلى قبيلة عبد القيس مصاحباً عبد الله وعبد الرحمن ابني صلخب،  فتمكن حميد في الأثناء من الهروب، لكن تم القبض على ابني صلخب، كما أن هذه الرواية تم نقلها عن طريقه، وله بهذه المناسبة شعراً يقول فيه:

## الهوامش
1. ↑  أبو مخنف، وقعة الطف، ص229. الطبري، التاريخ، ج5، ص438. ابن كثير، البداية والنهاية، ج8، ص183.
2. ↑  ابن الأثير، الكامل في التاريخ، ج4، ص79. الطبري، التاريخ، ج5، ص454. ابن كثير، البداية والنهاية، ج8، ص188.
3. ↑  الطبري، التاريخ، ج5، ص455. ابن الأثير، الكامل في التاريخ، ج4، ص80. البلاذري، أنساب الأشراف، ج3، ص206. ابن نما، مثير الأحزان، ص84. ابن طاووس، اللهوف، ص142. الطبرسي، أعلام الورى، ص251. المفيد، الإرشاد، ج2، ص113.
4. ↑  الدينوري، أخبار الطوال، ص260.
5. 1 2  الطبري، التاريخ، ج6، ص18.
6. ↑  الطبري، التاريخ، ج5، ص456. ابن كثير، البداية والنهاية، ج8، ص190.
7. ↑  الطوسي، الرجال، ص112.
8. ↑  الطبري، التاريخ، ج 5، ص 412-414-429-438-446-447-451-453-456-457.
9. ↑  ابن كثير، البداية والنهاية، ج8، ص188. الطبري، التاريخ، ج5، ص429-452.
10. ↑  أبو مخنف، وقعة الطف، ص33.
11. 1 2  الطبري، التاريخ، ج5، ص554-655-584-597-598-600-607.
12. ↑  أبو مخنف، وقعة الطف، ص33. الطبري، التاريخ، ج5، ص414.
13. 1 2  أبو مخنف، وقعة الطف، ص33. الطبري، التاريخ، ج5، ص412.
14. ↑  أبو مخنف، وقعة الطف، ص33. الطبري، التاريخ، ج5، ص429.
15. ↑  أبو مخنف، وقعة الطف، ص33. الطبري، التاريخ، ج5، ص446.
16. ↑  أبو مخنف، وقعة الطف، ص33-244-243. الطبري، التاريخ، ج5، ص447-448. ابن نما، مثير الأحزان، ص69-70. الطبرسي، إعلام الورى، ص245. المفيد، الإرشاد، ج2، ص107. الأصفهاني، مقاتل الطالبيين، ص93.
17. ↑  أبو مخنف، وقعة الطف، ص33. الطبري، التاريخ، ج5، ص451-452-453. الطبرسي، إعلام الورى، ص250. المفيد، الإرشاد، ج2، ص111.
18. ↑  أبو مخنف، وقعة الطف، ص33. الطبري، التاريخ، ج5، ص454-438.
19. ↑  أبو مخنف، وقعة الطف، ص33. الطبري، التاريخ، ج5، ص438.
20. ↑  أبو مخنف، وقعة الطف، ص33. الطبري، التاريخ، ج5، ص455.
21. 1 2  أبو مخنف، وقعة الطف، ص259. الطبري، التاريخ، ج5، ص456. ابن كثير، البداية والنهاية، ج8، ص190.
22. ↑  الطبري، التاريخ، ج5، ص458. ابن كثير، البداية والنهاية، ج8، ص194. ابن نما، مثير الأحزان، ص90.
23. ↑  ابن كثير، البداية والنهاية، ج8، ص194. الطبري، التاريخ، ج5، ص458.
24. ↑  أبو مخنف، وقعة الطف، ص33. الطبري، التاريخ، ج5، ص459-458.
25. ↑  الطبري، التاريخ، ج5، ص598. المجلسي، بحار الأنوار، ج45، ص361.
26. ↑  الطبري، التاريخ، ج5، ص581. ابن كثير، البداية والنهاية، ج8، ص250.
27. ↑  الطبري، التاريخ، ج6، ص58.
28. 1 2  الطبري، التاريخ، ج6، ص58. البلاذري، أنساب الأشراف، ج6، ص409.